# Premis Literaris Ciutat de Gandia
Els Premis Literaris Ciutat de Gandia són un conjunt de guardons literaris atorgats per l'Ajuntament de Gandia des de mitjan segle xx. Consisteixen en el Premi Ausiàs March de poesia, el Premi Joanot Martorell de narrativa i, des del 2017, el Premi Roís de Corella a la trajectòria literària. Se sol fer entrega dels premis en un acte al Teatre Serrano durant la Setmana Literària de la ciutat. Els premis són convocats anualment per la Regidoria de Cultura de l'Ajuntament de Gandia i avaluen obres escrites en valencià. El 2012, en relació amb l'activitat propulsada a partir dels premis, l'Ajuntament va acordar unànimement atorgar a Gandia la qualificació especial de «Ciutat Literària i dels Clàssics» i elevar la petició a l'Acadèmia Valenciana de la Llengua perquè també li'n considerés.

## Llista de premiats
| Any  | Edició  | Premiat                         | Obra                                                   | Refs.  |
| ---- | ------- | ------------------------------- | ------------------------------------------------------ | ------ |
| 1959 | I       | José Agustín Goytisolo Gay      | Claridad                                               | [ 5 ]  |
| 1959 | I       | Pere Quart                      | Vacances pagades                                       | [ 5 ]  |
| 1963 | II      | Luis López Anglada              | Ayer han florecido los papeles donde escribí tu nombre | [ 5 ]  |
| 1964 | III     | Enrique Molina Campos           | Historia natural                                       | [ 5 ]  |
| 1964 | III     | Alfonso Simón Pelegrí           | ...Hombre dado a la voz                                | [ 5 ]  |
| 1965 | IV      | Carlos Murciano                 | Los años y las sombras                                 | [ 5 ]  |
| 1966 | V       | Félix Ros Cebrián               | Libro de Félix                                         | [ 5 ]  |
| 1966 | V       | Vicent Andrés Estellés          | L'inventari Clement                                    | [ 5 ]  |
| 1968 | VI      | Leopoldo de Luis                | De aquí no se va nadie                                 | [ 5 ]  |
| 1968 | VI      | Vicent R. Fausto i Manzano      | Cantar de la veu novella                               | [ 5 ]  |
| 1969 | VII     | Juan Antonio Villacañas         | Cárcel de la libertad                                  | [ 5 ]  |
| 1969 | VII     | Domènec Canet Vallés            | Amb cansera, amb desengany                             | [ 5 ]  |
| 1970 | VIII    | César Simón Gordo               | Pedregal                                               | [ 5 ]  |
| 1970 | VIII    | Domènec Canet Vallés            | Des del meu exili voluntari                            | [ 5 ]  |
| 1971 | IX      | Emili Rodríguez-Bernabeu        | La ciutat de la platja                                 | [ 5 ]  |
| 1971 | IX      | Pedro Jesús de la Peña          | Círculo del amor (y sus efímeros)                      | [ 5 ]  |
| 1972 | X       | Pepe Piera                      | Natanael (1970-1972)                                   | [ 5 ]  |
| 1972 | X       | Jesús Huguet Pascual            | La processó de Kirk o no te n’eixques de la fila       | [ 5 ]  |
| 1973 | XI      | Alfonso López Gradoli           | Vahadamente azul                                       | [ 5 ]  |
| 1973 | XI      | Francesc Vallverdú i Canes      | Retorn a Bíbilis                                       | [ 5 ]  |
| 1974 | XII     | Joan Valls i Jordà              | Breviari d'un eremita urbà                             | [ 5 ]  |
| 1974 | XII     | Ricardo Arias Ramón             | Desencuadernando la luz                                | [ 5 ]  |
| 1975 | XIII    | Matilde Llòria                  | Lloc per a l'esperança                                 | [ 5 ]  |
| 1975 | XIII    | Cipriano Acosta Navarro         | Esta sedienta voz                                      | [ 5 ]  |
| 1976 | XIV     | Maria Beneyto i Cuñat           | Vidre ferit de sang                                    | [ 5 ]  |
| 1976 | XIV     | Joaquín Márquez                 | Pasos en la memoria                                    | [ 5 ]  |
| 1977 | XV      | Marisa Simó Ribas               | Esquema de una sombra                                  | [ 5 ]  |
| 1978 | XVI     | Antoni Ferrer i Perales         | Fragmentos con figuras de un vaso minoico              | [ 5 ]  |
| 1979 | XVII    | Marc Granell i Rodríguez        | Materials per a una mort meditada                      | [ 5 ]  |
| 1980 | XVIII   | Vicent Lluis Simó i Santonja    | A on me’n vaig i què me deixe?                         | [ 5 ]  |
| 1980 | XVIII   | Anselmo Cid González            | Amor de tí, amor de mí                                 | [ 5 ]  |
| 1981 | XIX     | Matilde Llòria                  | Un fulgor que se apaga                                 | [ 5 ]  |
| 1981 | XIX     | Rafael Villar                   | La lluna dins d’un cànter                              | [ 5 ]  |
| 1982 | XX      | Lázaro Domínguez Gallego        | Con los ojos bañados de gaviotas                       | [ 5 ]  |
| 1983 | XXI     | Antoni Ferrer i Perales         | Partitura laberint                                     | [ 5 ]  |
| 1984 | XXII    | Vicent Salvador i Liern         | Calabruix                                              | [ 5 ]  |
| 1985 | XXIII   | Antoni Vidal Ferrando           | El brell dels jorns                                    | [ 5 ]  |
| 1986 | XXIV    | Antoni Ferrer Palero            | Gavines perdudes                                       | [ 5 ]  |
| 1987 | XXV     | Pere Bessó González             | Pagaràs els ous de cogul                               | [ 5 ]  |
| 1988 | XXVI    | Josep Ballester i Roca          | Tatuatge                                               | [ 5 ]  |
| 1989 | XXVII   | Albert Roig Antó                | Que no passa                                           | [ 5 ]  |
| 1990 | XXVIII  | Xulio Ricardo Trigo             | L'abril a Luanco                                       | [ 5 ]  |
| 1991 | XXIX    | Vicenç Llorca i Berrocal        | L'amic desert                                          | [ 5 ]  |
| 1992 | XXX     | Ramon Guillem Alapont           | Terra d'aigua                                          | [ 5 ]  |
| 1993 | XXXI    | Adam Manyé i Sardà              | L’N-340                                                | [ 5 ]  |
| 1994 | XXXII   | Lluís Alpera i Leiva            | Amb cendres i diamants                                 | [ 5 ]  |
| 1995 | XXXIII  | Jaume Pérez Montaner            | L'oblit                                                | [ 5 ]  |
| 1996 | XXXIV   | Enric Casasses i Figueres       | D’equivocar-se així                                    | [ 5 ]  |
| 1997 | XXXV    | Vicent Alonso i Catalina        | Cercles de la mirada                                   | [ 5 ]  |
| 1998 | XXXVI   | Joana Bel Oleart                | No sé si imagino                                       | [ 5 ]  |
| 1999 | XXXVII  | Gaspar Jaén i Urban             | Pòntiques                                              | [ 6 ]  |
| 2000 | XXXVIII | Manel Garcia Grau               | Anatema                                                | [ 7 ]  |
| 2001 | XXXIX   | Albert Garcia Hernàndez         | El viatge d'allò que és dit                            | [ 8 ]  |
| 2002 | XL      | Iban León i Llop                | Llibre de Nàpols                                       | [ 9 ]  |
| 2003 | XLI     | Ivan Tubau Comamala             | Semen sonor sobtat                                     | [ 10 ] |
| 2004 | XLII    | Xavier Bru de Sala i Castells   | Oratori                                                | [ 11 ] |
| 2005 | XLIII   | Miquel Martínez                 | Ravals de l'alegria                                    | [ 12 ] |
| 2006 | XLIV    | Carles Rebassa i Giménez        | Els jóvens i les vídues                                | [ 13 ] |
| 2007 | XLV     | Àngels Gregori i Parra          | Llibre de les brandàlies                               | [ 14 ] |
| 2008 | XLVI    | Rubén Luzón Díaz                | Baladaspirina                                          | [ 15 ] |
| 2009 | XLVII   | Elies Barberà Bolinches         | Allà on les grues nien                                 | [ 16 ] |
| 2010 | XLVIII  | Anna Montero i Bosch            | Teranyines                                             | [ 17 ] |
| 2011 | XLIX    | Laia Noguera Clofent            | Caure                                                  | [ 17 ] |
| 2012 | L       | Josep Maria Martínez Inglés     | Dol                                                    | [ 17 ] |
| 2013 | LI      | Manel Rodríguez Castelló        | Estranyament                                           | [ 17 ] |
| 2014 | LII     | Joan Navarro Tercero            | El plom de l'ham                                       | [ 17 ] |
| 2015 | LIII    | Xavier Macià i Costa            | Obre les mans                                          | [ 18 ] |
| 2016 | LIV     | Dolors Miquel i Abellà          | El guant de plàstic rosa                               | [ 19 ] |
| 2017 | LV      | Jaume Coll Mariné               | Un arbre molt alt                                      | [ 20 ] |
| 2018 | LVI     | Teresa Pascual i Soler          | Vertical                                               | [ 21 ] |
| 2019 | LVII    | Ramon Boixeda                   | Les beceroles successives                              | [ 22 ] |
| 2020 | LVIII   | Josep-Anton Fernàndez i Montolí | L'animal que parla                                     | [ 23 ] |
| 2021 | LIX     | Miquel Àngel Llauger i Rosselló | Llum de cançó                                          | [ 24 ] |
| 2022 | LX      | Xavier Mas Craviotto            | La llum subterrània                                    | [ 25 ] |
| 2023 | LXI     | Eduard Olesti                   | Un cowboy crepuscular                                  | [ 26 ] |
| 2024 | LXII    | Salvador Ortells Miralles       | Insomni                                                | [ 27 ] |

| Any  | Edició  | Premiat                                | Obra                                                    | Refs.  |
| ---- | ------- | -------------------------------------- | ------------------------------------------------------- | ------ |
| 1979 | I       | Joan M. Monjo                          | Oh!                                                     | [ 28 ] |
| 1980 | II      | No hi hagué convocatòria               | No hi hagué convocatòria                                | [ 28 ] |
| 1981 | III     | No hi hagué convocatòria               | No hi hagué convocatòria                                | [ 28 ] |
| 1982 | IV      | Vicent Ramon Calatayud i Tortosa       | Estampes imprescindibles dels anys quaranta             | [ 28 ] |
| 1983 | V       | Vicent Escrivà i Peiró                 | El prim príncep Hussein i altres narracions             | [ 28 ] |
| 1984 | VI      | Pere Morey Servera                     | La ciàtica de Mossèn Blai i altres rondalles picantetes | [ 28 ] |
| 1985 | VII     | Encarna Sant-Celoni i Verger           | Siamangorina                                            | [ 28 ] |
| 1986 | VIII    | Miquel López Crespí                    | Paisatges de sorra                                      | [ 28 ] |
| 1987 | IX      | Josep Maria Castellet i Díaz de Cossío | Escenaris de la memòria                                 | [ 28 ] |
| 1988 | X       | Josep Maria Sala-Valldaura             | A la vora del pou                                       | [ 28 ] |
| 1989 | XI      | Premi desert                           | Premi desert                                            | [ 28 ] |
| 1990 | XII     | Enric Vicent Sòria i Parra             | Mentre parlem                                           | [ 28 ] |
| 1991 | XIII    | Ignasi Mora i Tarrazona                | Les veus de la família                                  | [ 28 ] |
| 1992 | XIV     | Tomàs Belaire i Parra                  | El perseguidor d’ombres                                 | [ 28 ] |
| 1993 | XV      | Teresa Aguilar Vila                    | Les hores bruixes                                       | [ 28 ] |
| 1994 | XVI     | Ferran Cremades i Arlandis             | Plaça Rodona                                            | [ 28 ] |
| 1995 | XVII    | Francesc Puigpelat i Valls             | Jocs de corrupció                                       | [ 28 ] |
| 1996 | XVIII   | Francesc Joan Bodí Beneito             | Diumenges a can Cirera                                  | [ 28 ] |
| 1997 | XIX     | Xulio Ricardo Trigo                    | Fado o l’ordre de les coses                             | [ 28 ] |
| 1998 | XX      | Jordi Mata i Viadiu                    | La compassió del dimoni                                 | [ 28 ] |
| 1999 | XXI     | Glòria Llobet Brandt                   | Cor de pedres                                           | [ 28 ] |
| 2000 | XXII    | Vicent Borràs                          | L’últim tren                                            | [ 28 ] |
| 2001 | XXIII   | Gaspar Ferrer                          | Nom de Déu                                              | [ 28 ] |
| 2002 | XXIV    | Pasqual Alapont Ramon                  | Tota d’un glop                                          | [ 28 ] |
| 2003 | XXV     | Esperança Camps Barber                 | El forat de la bimbolla                                 | [ 28 ] |
| 2004 | XXVI    | Jordi Coca i Villalonga                | Cara d’àngel                                            | [ 28 ] |
| 2005 | XXVII   | Adolf Beltran i Català                 | Les llunes de Russafa                                   | [ 28 ] |
| 2006 | XXVIII  | Miquel de Palol i Muntanyola           | Un home vulgar                                          | [ 28 ] |
| 2007 | XXIX    | Joan Garí i Clofent                    | La balena blanca                                        | [ 28 ] |
| 2008 | XXX     | Salvador Company Gimeno                | Silenci de plom                                         | [ 28 ] |
| 2009 | XXXI    | Josep Piera Rubio                      | Francesc de Borja, el duc sant                          | [ 28 ] |
| 2010 | XXXII   | Isabel-Clara Simó i Monllor            | Amor meva                                               | [ 28 ] |
| 2011 | XXXIII  | Xavier Aliaga Villoria                 | Vides desafinades                                       | [ 28 ] |
| 2012 | XXXIV   | Premi desert                           | Premi desert                                            | [ 28 ] |
| 2013 | XXXV    | Hèctor López Bofill                    | Germans del sud                                         | [ 28 ] |
| 2014 | XXXVI   | Premi desert                           | Premi desert                                            | [ 28 ] |
| 2015 | XXXVII  | Lucia Pietrelli                        | Cadenes                                                 | [ 18 ] |
| 2016 | XXXVIII | Ponç Puigdevall i Aragonès             | Il·lusions elementals                                   | [ 19 ] |
| 2017 | XXXIX   | Joan Jordi Miralles i Broto            | Aglutinació                                             | [ 20 ] |
| 2018 | XL      | Víctor Gómez Labrado                   | Veus, la mar                                            | [ 21 ] |
| 2019 | XLI     | David Castillo i Buïls                 | El tango de Dien Bien Phu                               | [ 22 ] |
| 2020 | XLII    | Pepa Aguar                             | El que em queda de tu                                   | [ 23 ] |
| 2021 | XLIII   | Vicent Flor i Moreno                   | El carrer de baix                                       | [ 24 ] |
| 2022 | XLIV    | Jordi Sebastià i Talavera              | Un afer europeu                                         | [ 25 ] |
| 2023 | XLV     | Laia Fàbregas                          | El silenci dels astronautes                             | [ 26 ] |
| 2024 | XLVI    | Helena Rufat Casals                    | Les ànimes fidels                                       | [ 29 ] |

| Any  | Edició | Premiat                  | Refs.  |
| ---- | ------ | ------------------------ | ------ |
| 2017 | I      | Marc Granell i Rodríguez | [ 20 ] |
| 2018 | II     | Àngels Moreno i Vercher  | [ 21 ] |
| 2019 | III    | Jaume Pérez Montaner     | [ 30 ] |
| 2020 | IV     | Gaspar Jaén i Urban      | [ 6 ]  |
| 2021 | V      | Pepa Guardiola Chorro    | [ 24 ] |
| 2022 | VI     | Ferran Torrent i Llorca  | [ 31 ] |
| 2023 | VII    | Josep Piera Rubio        | [ 26 ] |
| 2024 | VIII   | Teresa Pascual Soler     | [ 32 ] |